# Albert E. Milloy
Albert Ernest „Ernie“ Milloy (* 25. November 1921 in Hattiesburg, Forrest County, Mississippi; † 3. Juni 2012 in Henderson bei Las Vegas) war ein Generalmajor der United States Army. Er war unter anderem Kommandeur der 1. Infanteriedivision.
Albert Milloy war ein Sohn von Ernst Albert Milloy (1878–1936) und dessen Frau Myrta Lucille Edmonson (1886–1955). Er wuchs auf dem familieneigenen Hof im ländlichen Mississippi auf. Danach wurde er zunächst als einfacher Soldat Mitglied der Mississippi National Guard und schaffte dann den Sprung in das Offizierskorps des US-Heeres. In der Armee durchlief er anschließend alle Offiziersränge vom Leutnant bis zum Zweisterne-General. Während des Zweiten Weltkriegs war er als Fallschirmspringer mit dem 504. Infanterieregiment (Fallschirmjäger) auf dem europäischen Kriegsschauplatz, zunächst in Italien und dann im Westen, eingesetzt. Unter anderem war er bei der Abwehr der deutschen Ardennenoffensive beteiligt.
In den folgenden Jahren bekleidete er den üblichen Militärdienst, ehe er während des Koreakriegs als Bataillonskommandeur auf dem Kriegsschauplatz zum Einsatz kam. In den 1960er Jahren wurde er zwei Mal nach Vietnam versetzt, wo er am Vietnamkrieg teilnahm. Dazwischen war er von 1966 bis 1968 Kommandeur der Vorgängerorganisation der United States Army John F. Kennedy Special Warfare Center and School. Von August 1969 bis Februar 1970 kommandierte er in Vietnam die 1. Infanteriedivision und anschließend bis November 1970 die 23. Infanteriedivision. In dieser Zeit musste er sich mit den Folgen des zwei Jahre zuvor von Soldaten dieser Division begangenen Massakers von Mỹ Lai auseinandersetzen.
Seine letzte Station als Offizier der US-Streitkräfte war die des Stabschefs der in Presido bei San Francisco stationierten 6. Armee. Im Jahr 1975 ging Albert Milloy in den Ruhestand.
In seinem Ruhestand war er als privater Geschäftsmann tätig. Außerdem war er ein begeisterter Jäger und Reiter. Er starb am 3. Juni 2012 und fand seine letzte Ruhestätte auf dem Nationalfriedhof Arlington.

## Orden und Auszeichnungen
Albert Milloy erhielt im Lauf seiner militärischen Laufbahn unter anderem folgende Auszeichnungen:
- Army Distinguished Service Medal
- Silver Star (3-Mal)
- Legion of Merit (2-Mal)
- Distinguished Flying Cross
- Bronze Star Medal  (3-Mal)